# Caproni-Vizzola C.22J
Le Caproni-Vizzola C.22J est un avion d'entraînement militaire italien conçu dans les années 70 et n'ayant pas dépassé le stade du prototype. Il fut le dernier avion produit par Caproni.

## Développement

### Industrialisation
C'est en 1979 que les responsables du constructeur Caproni prirent la décision de développer un avion d'entraînement à partir du motoplaneur à réaction Caproni-Vizzola A.21SJ Calif. L'avion visait à la fois les marchés civils et militaires.
Le choix de la propulsion s'est tourné vers le motoriste français Microturbo et son turboréacteur TRS. Deux d'entre eux fournissaient chacun une poussée de cent kilogrammes.
Le prototype du Caproni-Vizzola C.22J fut assemblé en avril 1980.

### Essais
Les premiers essais de roulages eurent lieu en juin 1980 tandis que le vol inaugural se déroulait le 21 juillet de la même année. Aucun incident majeur ne fut constaté.

### Commercialisation
L'avion fut commercialisé à partir de 1981 par l'avionneur Agusta, mais aucun exemplaire ne fut jamais commandé. Il fut présenté en 1982 lors du Salon aéronautique de Farnborough, sans toutefois susciter d'achat. Sa commercialisation fut interrompue en 1986.

## Aspects Techniques

### Description
Le Caproni-Vizzola C.22J se présente sous la forme d'un monoplan à aile haute, biplace côte à côte, construit en métal et fibre de verre. Il était doté d'un empennage en T et d'un train d'atterrissage tricycle escamotable. Dans sa version militaire il était prévu qu'il puisse emporter 200 kilogrammes de charges externes sur deux pylônes d'emports.
Les deux turboréacteurs Microturbo TRS 18-046 étaient noyés dans le fuselage.

### Versions
- Caproni-Vizzola C.22J : Désignation initiale de l'avion, portée par les trois premiers prototypes.
- Caproni-Vizzola C.22R : Désignation attribuée à une version militaire de reconnaissance et de guerre électronique, demeuré sans suite et jamais construite.

## Préservation
Le Caproni-Vizzola C.22J numéro 003 est préservé au musée aéronautique de Malpensa, sis sur l'aéroport de Milan en Italie.

## Sources

### Sources bibliographiques
- Michel Marmin, Encyclopédie "Toute l'aviation", Editions Atlas, 1993
- Yvon Bouin, Les armes de guerre, Paris, Editions Philippe Auzou, 1985 (ISBN 2-7338-0106-6).
- Bill Gunston et Claude Dovaz (adapt. française) (trad. de l'anglais), L'aviation de combat, Paris, Gründ, coll. « G ⁺ », 1985, 79 p. (ISBN 2-7000-6409-7 et 978-2-700-06409-4).